# Ладыженский, Олег Семёнович
Оле́г Семёнович Лады́женский (род. 23 марта 1963 года, Харьков) — украинский русскоязычный писатель-фантаст. Вместе с соавтором Дмитрием Евгеньевичем Громовым известен под псевдонимом Генри Лайон Олди.

## Биография
Родился в Харькове 23 марта 1963 года. Отец — артист эстрады Семён Моисеевич Ладыженский (конферансье, исполнение музыкальных куплетов и пародий, эстрадная драматургия), мать — Римма Михайловна Ладыженская (в девичестве — Речицкая) (конферансье, фокусы):10.
В трёхлетнем возрасте Олег научился читать, в четыре года уже читал бегло:13. В детстве с родителями, поехавшими вместе с четырёхлетним сыном на гастроли, за несколько лет посетил Россию, Прибалтику, Кавказ, часть Средней Азии:11.
Учился Олег на одни пятёрки и демонстрировал отличную память:13—14. С детства страдал близорукостью. В подростковом возрасте занимался дзюдо, фехтованием на саблях, настольным теннисом (по настольному теннису у Олега к концу школы был первый разряд, а позднее он играл за сборную института), к концу школы начал заниматься карате:14—15. В подростковом возрасте в литературной студии Дворца пионеров познакомился с Дмитрием Громовым:22—23.
В 1980 году Олег Ладыженский, окончив среднюю школу, поступил в Харьковский государственный институт культуры по специальности «режиссёр театра» (факультет культурно-просветительной работы, режиссёрское отделение:27). В 1982 году также поступил в школу карате под руководством Владимира Попова:29.
Уже во время учёбы в институте участвовал во многих спектаклях как актёр и режиссёр:30. В 1984 году окончил институт культуры:37 с отличием:7 и в том же году женился. Есть дочь Марьяна 1985 года рождения:7.
Работал в Доме культуры харьковского объединения «Стройматериалы», куда привёл созданную им театр-студию «Пеликан». Был и актёром, и режиссёром:37. Более близко, чем прежде, познакомился с Дмитрием Громовым в середине 1980-х годов в школе карате, где Ладыженский был помощником инструктора. Затем Дмтрий Громов пришёл в театр-студию «Пеликан», созданную Олегом, и предложил для постановки свою фантастическую пьесу:31. Ладыженский пьесу отверг, однако предложил Громову роль Ваги Колеса в спектакле «Трудно быть богом», после чего Дмитрий сыграл немало ролей в театре «Пеликан».
В 1987 году театр-студия «Пеликан» получила премию Второго Всесоюзного фестиваля народного творчества:50.
В начале 1990-х годов Дом культуры прекратил финансирование театра-студии «Пеликан», которая, тем не менее, просуществовала до 2000 года, ставя и прежние, и новые спектакли:54.
В 1992 году родители Олега Ладыженского и его сестра Алина решили переселиться в Америку. Олег принял решение остаться, хотя до этого решения получил статус беженца по политическим мотивам:37.
Ладыженский был членом Международной ассоциации национальных объединений контактного каратэ-до (МАНОКК):7. У него есть чёрный пояс, II дан по годзю-рю. Также он — судья международной категории. С 1992 года — вице-председатель Общества любителей боевых искусств (ОЛБИ). Опыт занятий боевыми искусствами — свыше двадцати лет:7. Тренировал группу ветеранов стиля годзю-рю:30.
Музыкальные пристрастия: джаз, классика:7, гитарно-лютневая музыка:7.

## Творчество

### Генри Лайон Олди
Основная часть литературного творчества Олега Ладыженского создана им в соавторстве с Дмитрием Громовым под псевдонимом Генри Лайон Олди. Большинство их совместных произведений написано в жанре фантастики.
Литературная деятельность в соавторстве была начата в 1990 году. Первая публикация Олди — рассказ «Счастье в письменном виде» (1991).
Жанр, в котором работают Олди, они сами обозначают как «философский боевик». В его основе — «органичное сочетание увлекательного динамичного сюжета с нетривиальными, достаточно глубокими и философскими проработками вторых планов». В рамках этого жанра авторы стремятся показать психологию персонажей в нестандартной обстановке, через действие заставить читателя сопереживать. Как отмечают сами Олди, их учителя на этом поприще — Роджер Желязны, Аркадий и Борис Стругацкие.

### Ниру Бобовай
Под именем главной героини повести «Дайте им умереть» Олег Ладыженский использует свои стихи как в качестве эпиграфов к произведениям и главам произведений, так и в отдельно изданных сборниках.

### Самостоятельное творчество
В театре-студии «Пеликан» Ладыженский поставил больше пятнадцати спектаклей:7, в том числе по повести «Трудно быть богом» Стругацких и их же пьесе «Жиды города Питера», спектакль по пьесе Шварца «Обыкновенное чудо», спектакль «Жажда над ручьём» (о Франсуа Вийоне) и др.:33,37—38
Из сольных литературных произведений Ладыженский пишет в основном стихи и миниатюры:53. Так, в 2007 году в издательстве «Эксмо» вышел сборник стихов Олега Ладыженского «Мост над океаном». В этот сборник вошли как стихотворения, использовавшиеся в прозаических произведениях Олди, так и самостоятельные стихотворения.
У стихов, которые пишет Ладыженский, множество исполнителей — самых разных людей из разных стран, с разным уровнем музыкальной образованности. В начале 2000-х годов звукорежиссёр и музыкант Сергей Кондратьев, друг Ладыженского и Громова, загорелся идеей создать альбом, объединив в нём песни на стихи Ладыженского, записанные профессионалами. В проекте приняли участие Дмитрий Воробьёв (Канада), бард Олег Попенко (Днепропетровск), вокалистки Татьяна Сокуренко и Юлия Децюра, отец Олега Семён Ладыженский (США), Диана Коденко (Москва), Бронислава Громова, жена Дмитрия Громова (Харьков), Алексей Дубовик (Киев, скрипка), Алексей Горбов (Харьков, синтезатор). По данным на 2013 год было собрано четыре аудиоальбома, в которые вошли приблизительно сто песен:112—113.
В 2011 году бард Дмитрий Глушко (Запорожье) записал авторский альбом песен на стихотворения Ладыженского. В альбом вошло более двадцати произведений:113.